# Pucciniosira triumfettae
Pucciniosira triumfettae är en svampart som beskrevs av Lagerh. 1892. Pucciniosira triumfettae ingår i släktet Pucciniosira och familjen Pucciniosiraceae.   Inga underarter finns listade i Catalogue of Life.